# USS Tarantula (SS-12)
USS Tarantula (SS-12) – amerykański okręt podwodny z okresu I wojny światowej, trzecia zamówiona jednostka typu B. Została zwodowana 30 marca 1907 roku w Fore River Shipyard w Quincy i przyjęta w skład US Navy 3 grudnia 1907 roku. W listopadzie 1911 roku nazwę okrętu zmieniono na oznaczenie literowo-numeryczne B-3. Okręt skreślono z listy floty 17 stycznia 1922 roku.

## Projekt i budowa
USS „Tarantula”, zaprojektowana przez inż. Johna Hollanda, stanowiła rozwinięcie jego poprzedniego projektu (typ A). Okręt miał większe wymiary i wyporność, a także wyposażono go w dwie wyrzutnie torped oraz powiększony kiosk i mostek. W późniejszym czasie wyposażenie jednostki powiększono o drugi peryskop.
Okręt zbudowany został w stoczni Fore River Shipyard w Quincy. Stępkę jednostki położono 5 września 1905 roku, a zwodowana została 30 marca 1907 roku.

## Dane taktyczno–techniczne
„Tarantula” była małym okrętem podwodnym o konstrukcji jednokadłubowej. Długość całkowita jednostki wynosiła 25,1 metra, szerokość 3,8 metra i zanurzenie 3,2 metra. Wyporność w położeniu nawodnym wynosiła 145 ton, a w zanurzeniu 173 tony. Okręt napędzany był na powierzchni przez silnik benzynowy Craig o mocy 250 koni mechanicznych (KM). Napęd podwodny zapewniał silnik elektryczny Electro-Dynamic o mocy 150 KM. Jednośrubowy układ napędowy pozwalał osiągnąć prędkość 9 węzłów na powierzchni i 8 węzłów w zanurzeniu. Zasięg wynosił 540 Mm przy prędkości 9 węzłów w położeniu nawodnym oraz 12 Mm przy prędkości 4 węzłów pod wodą. Dopuszczalna głębokość zanurzenia wynosiła 45 metrów.
Okręt wyposażony był w dwie dziobowe wyrzutnie torped kalibru 450 mm (18"), z łącznym zapasem czterech torped. Załoga okrętu składała się z 10 oficerów, podoficerów i marynarzy.

## Przebieg służby
USS „Tarantula” (Submarine Torpedo Boat No. 12) został wcielony do służby w US Navy 3 grudnia 1907 roku. Pierwszym dowódcą jednostki został por. mar. Joseph F. Daniels. Okręt pływał w składzie 1. i 2. Flotylli Okrętów Podwodnych we Flocie Atlantyku, gdzie brał udział w szkoleniu i eksperymentach. W okresie 6 listopada 1909 – 15 kwietnia 1910 roku był wycofany z czynnej służby. Następnie „Tarantula” została przywrócona do służby, a 9 maja 1911 roku trafiła do rezerwy. 17 listopada 1911 roku nazwę okrętu zmieniono na oznaczenie literowo-numeryczne B-3.
6 grudnia 1912 roku B-2 został przeholowany do Norfolk, a następnie wraz z bliźniaczym B-2 na pokładzie węglowca USS „Ajax” rozpoczął podróż na Filipiny, osiągając cel 30 kwietnia 1913 roku. 2 września okręt ponownie wszedł do służby w 4. Dywizjonie Okrętów Podwodnych we Flocie Azjatyckiej. W okresie I wojny światowej okręt patrolował wejście do Zatoki Manilskiej i eskortował lokalne konwoje.
17 lipca 1920 roku okręt otrzymał numer identyfikacyjny SS-11. 25 czerwca 1921 roku w Cavite został wycofany ze służby i zatopiony jako okręt-cel. Z listy floty skreślono go 17 stycznia 1922 roku.